# Jonathan Liebesman
Jonathan Liebesman (Johannesburg, 15 settembre 1976) è un regista sudafricano.

## Biografia
Nato nel 1976 a Johannesburg, in Sudafrica, da genitori ebrei, Liebesman è cugino del regista Dean Israelite. Ha studiato cinema alla South African School of Film and Drama, trasferendosi nel 1996 a New York per studiare alla Tisch School of the Arts dell'Università di New York.
Nel 2000, mentre frequenta l'università, adatta un racconto di Roald Dahl in un cortometraggio di 8 minuti, Genesis and Catastrophe. Il corto viene mostrato a numerosi festival cinematografici, ottenendo il premio per il miglior giovane regista all'Hollywood Film Festival di quell'anno.
Nel 2002, all'età di 26 anni, dirige il suo primo lungometraggio, il B-movie dell'orrore Al calare delle tenebre, che, prodotto con un costo di 11 milioni di dollari, ne incassa più di 45 in tutto il mondo. Nonostante le critiche prevalentemente negative, il film ottiene una candidatura come miglior horror/thriller ai Teen Choice Awards 2003.
Nel 2005 dirige e sceneggia (insieme a Ehren Kruger) il cortometraggio horror Rings, che si colloca narrativamente tra i fatti di The Ring (2002) e The Ring 2 (2005). Il film ottiene un buon successo tra i fan della saga, portando Michael Bay e la sua casa di produzione, la Platinum Dunes, ad affidargli la regia del prequel della saga di Non aprite quella porta, intitolato infatti Non aprite quella porta - L'inizio, uscito nel 2006. Il film ottiene critiche tiepide ed un successo al botteghino che, seppur discreto, non è quello sperato dalla produzione (che ha interrotto infatti eventuali progetti riguardo alla continuazione della serie). Nel 2007, Liebesman è tra i candidati per dirigere a il remake del cult dell'horror Venerdì 13, incarico poi andato a Marcus Nispel.
Nel 2008, il regista si prende una pausa dall'horror dirigendo il thriller The Killing Room, con Chloë Sevigny, Nick Cannon, Timothy Hutton e Peter Stormare nei panni di quattro persone che si scoprono cavie inconsapevoli di un esperimento governativo. Presentato fuori concorso al Sundance Film Festival 2009, il film colpisce i critici, che rivalutano Liebesman.
Nello stesso anno, Columbia Pictures annuncia che Liebesman avrebbe diretto il film fantascientifico World Invasion, uscito nel 2011. La critica boccia nuovamente il film, che tuttavia si dimostra un grande successo di pubblico, incassando quasi 300 milioni di dollari in tutto il mondo a fronte di un budget di 70.
Nel 2012 dirige il fantasy La furia dei titani, sequel di Scontro tra titani (2010), e viene scelto come regista del reboot della serie di film sulla Tartarughe Ninja al posto di Brett Ratner. Entrambi i film vengono stroncati dalla critica ed il secondo viene candidato a cinque Razzie Awards 2014, tra cui quello per il peggior regista.
Dal 2016 è produttore esecutivo della serie televisiva fantasy The Shannara Chronicles, basata sui romanzi di Terry Brooks, per la quale ha diretto anche il doppio episodio pilota. Nel 2019, Liebesman viene incaricato dalla Universal di soprintendere alle riprese aggiuntive di Dolittle, poi uscito l'anno seguente.

## Filmografia

### Regista

#### Cinema
- Genesis and Catastrophe – cortometraggio (2000)
- Al calare delle tenebre (Darkness Falls) (2003)
- Rings – cortometraggio (2005)
- Non aprite quella porta - L'inizio (The Texas Chainsaw Massacre: The Beginning) (2006)
- The Killing Room (2009)
- World Invasion (Battle: Los Angeles) (2011)
- La furia dei titani (Wrath of the Titans) (2012)
- Tartarughe Ninja (Teenage Mutant Ninja Turtles) (2014)

#### Televisione
- The Shannara Chronicles – serie TV, episodi 1x01-1x02 (2016)
- Halo – serie TV, episodi 1x05-1x06-1x08-1x09 (2022)

### Produttore

#### Cinema
- Genesis and Catastrophe – cortometraggio (2000)
- Dolittle, regia di Stephen Gaghan (2020) - produttore esecutivo

#### Televisione
- The Shannara Chronicles – serie TV, episodi 1x01-1x02-2x01 (2016-2017) - produttore esecutivo

### Sceneggiatore
- Genesis and Catastrophe – cortometraggio (2000)
- Rings – cortometraggio (2005)

### Montatore
- Genesis and Catastrophe – cortometraggio (2000)

### Tecnico del suono
- Genesis and Catastrophe – cortometraggio (2000)